# 78-й окремий батальйон матеріального забезпечення (Україна)
78-й окремий батальйон матеріального забезпечення (78 ОБМЗ, пп В4756) — підрозділ матеріального забезпечення Збройних сил України.

## Історія
20 лютого 2018 року батальйон в період відновлення боєздатності отримав першу партію з 10 нових вантажних автомобілів МАЗ-6317 (Богдан). Машини призначені для підвезення продуктів та іншого необхідного  вантажу для бійців, які перебувають на передовій. У батальйоні очікують поставку ще десяти авто марки МАЗ-6317.